# Patricia Gibson

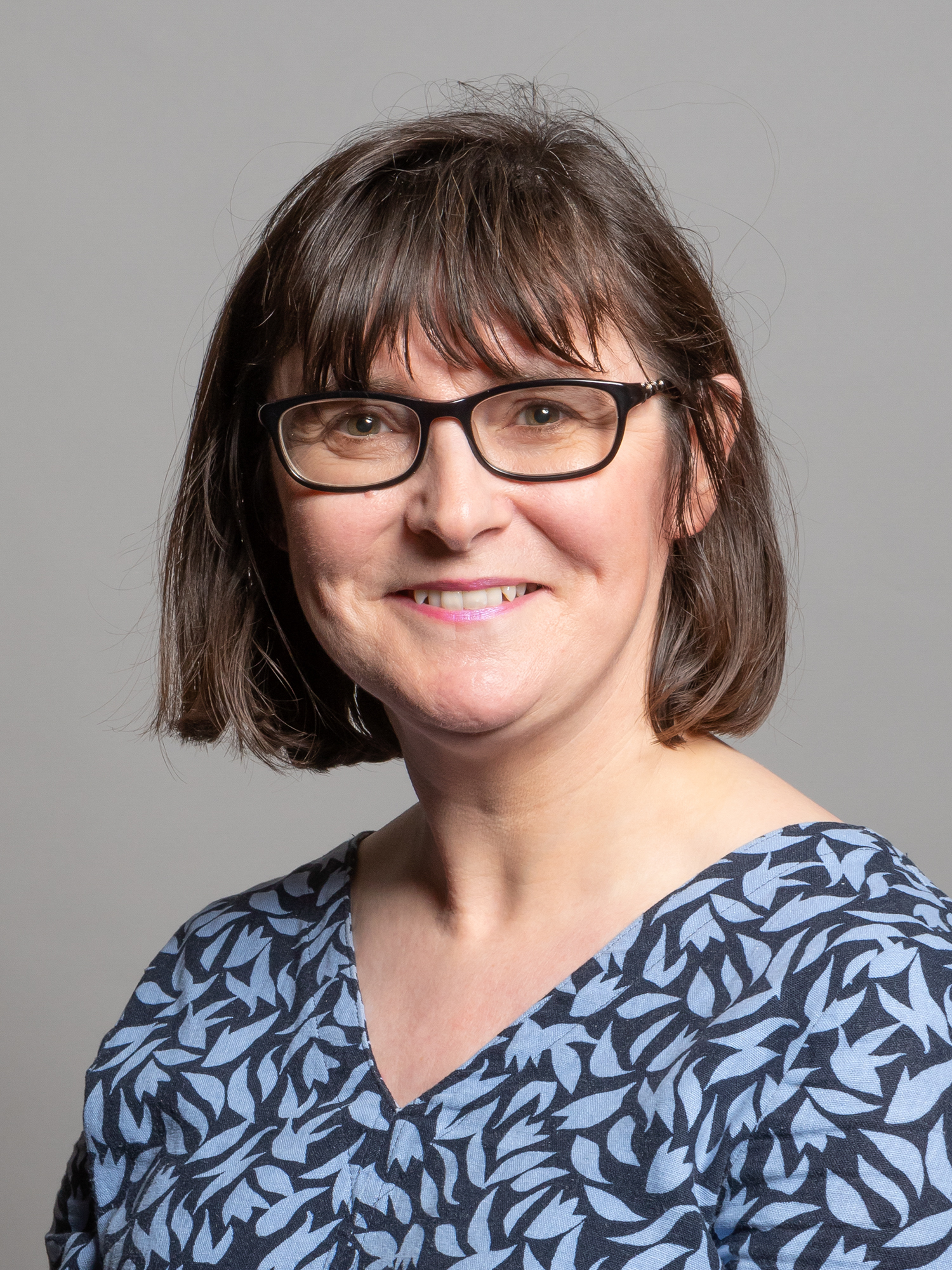
Patricia Gibson

Patricia Gibson (* 12. Mai 1968 in Glasgow) ist eine schottische Politikerin der Scottish National Party (SNP).

## Leben
Gibson wurde in Glasgow geboren, wo sie auch aufwuchs und zur Schule ging. Anschließend besuchte sie die Universität Glasgow, die sie als Bachelor in Englisch und Politik verließ. Über 20 Jahre lang arbeitete sie als Englischlehrerin in Glasgow, Lanarkshire und East Renfrewshire. Gibson lebt in Kilbirnie.

## Politischer Werdegang
2007 wurde Gibson für den Bezirk Pollok für die SNP in den Glasgower Stadtrat gewählt. Dort fungierte sie als SNP-Sprecherin für Bildung.
Bei den britischen Unterhauswahlen 2010 kandidierte Gibson für die SNP im Wahlkreis North Ayrshire and Arran. Am Wahltag konnte sie sich jedoch nicht gegen die Labour-Abgeordnete Katy Clark durchsetzen, welche den Wahlkreis seit seiner Einführung 2005 im britischen Unterhaus vertrat. Mit den massiven Stimmgewinnen der SNP bei den folgenden Unterhauswahlen 2015 konnte Gibson mit 53,2 % die Stimmmehrheit erringen und zog in der Folge erstmals in das House of Commons ein. Dort ist sie Mitglied des Procedure Committee. Trotz Stimmverlusten behauptete Gibson ihr Mandat bei den vorgezogenen Unterhauswahlen 2017.